# Melinda dasysternita
Melinda dasysternita este o specie de muște din genul Melinda, familia Calliphoridae, descrisă de Chen, Deng și Fan în anul 1992.
Este endemică în Sichuan. Conform Catalogue of Life specia Melinda dasysternita nu are subspecii cunoscute.